# Parc national de Gydan
Le parc national de Gydan (ou parc national de Gydanski ; en russe : Национальный парк «Гыданский») est le parc national le plus septentrional de la Sibérie occidentale en Russie. Le parc couvre les terres arctiques de la péninsule de Gydan et les îles voisines de la mer de Kara. Il est situé dans le district autonome de Iamalie,. De 1996 jusqu'en 2019 et sa désignation comme parc national, la zone était un « zapovednik » (réserve naturelle intégrale).

## Topographie
Le terrain est une plaine plate qui couvre la pointe nord de la péninsule de Gydan, qui marque le côté droit du delta de l'Ob, là où le fleuve se jette dans la mer de Kara. Il comprend également la péninsule de Yapay (à l'ouest), la partie nord de la péninsule de Mammouth, l'île Cerf, l'île Chokalski, l'île Pestsovoye et d'autres. La zone protégée couvre 878 200 hectares, dont environ un sixième (159 800 ha) se trouve sur des îles. Il existe également une zone tampon de 150 000 hectares.

## Climat et écorégion
Le parc comprend la toundra marécageuse de carex et de bruyère, les zones humides de l'estuaire de l'Ob et le désert arctique de l'extrême nord.
Le climat de Gyda est subarctique (classification climatique de Köppen). Il s'agit d'un climat local dans lequel au moins un mois a une température moyenne suffisamment élevée pour faire fondre la neige (0 °C), mais aucun mois avec une température moyenne supérieure à 10 °C. La température annuelle moyenne est de -10 degrés Celsius. La zone est sans gel pendant 55 à 70 jours par an. La couverture neigeuse dure environ 240 jours, d'octobre à juin.

## Faune et flore
Le terrain est une toundra arctique et recouvert de pergélisol. Le dégel saisonnier ne dépasse pas 0,8 à 1,2 mètres. La vie végétale, là où le sol n'est pas nu, est principalement constituée de toundra bosselée de mousse et de lichens, d'arbustes et de mousses. On retrouve un peu de toundra dans les secteurs sud, avec des milieux humides et des marais à carex. Les arbustes comprennent le saule polaire (Salix polaris) et le bouleau nain. A la frontière sud se trouvent quelques mélèzes. Les scientifiques de la réserve ont recensé 180 espèces de plantes vasculaires.
Les scientifiques de la réserve ont recensé 18 espèces de mammifères (dont des rennes, des ours bruns, des renards et des lemmings de Sibérie). Des ours polaires, des morses et des narvals (qui sont récemment devenus rares) se trouvent sur le site, et la population de rennes vêlant à l'intérieur des limites est considérée comme génétiquement différente des rennes similaires de Taimyr. Les troupeaux de rennes peuvent atteindre plusieurs milliers de têtes, suivis par les loups. Les scientifiques ont recensé 76 espèces d'oiseaux (dont 40 nicheurs) : sur la seule île Shokalsky, 6 à 8 000 oies rieuses nichent et font éclore des poussins. Les oiseaux comprennent le pygargue à queue blanche, le cygne siffleur, le goéland blanc, le faucon pèlerin et le plongeon à bec blanc, quasi menacé. 44 à 62 espèces et sous-espèces de poissons marins et d’eau douce sont recensées.
Dans les eaux côtières, les bélugas, les phoques annelés, les phoques barbus sont communs.

## Accès
En tant que réserve naturelle intégrale, la réserve de Gydan était fermée au grand public, bien que les scientifiques et les personnes ayant des objectifs « d'éducation environnementale » puissent prendre des dispositions avec la direction du parc pour des visites. Il n’y a pas de routes, l’accès est difficile et il n’y a pas d’installations. Le bureau principal se trouve dans le village de Tazovski. Parce que la zone se trouve dans une zone dotée de réserves de pétrole et de gaz, elle fait l'objet de pressions pour le développement potentiel de ressources énergétiques.

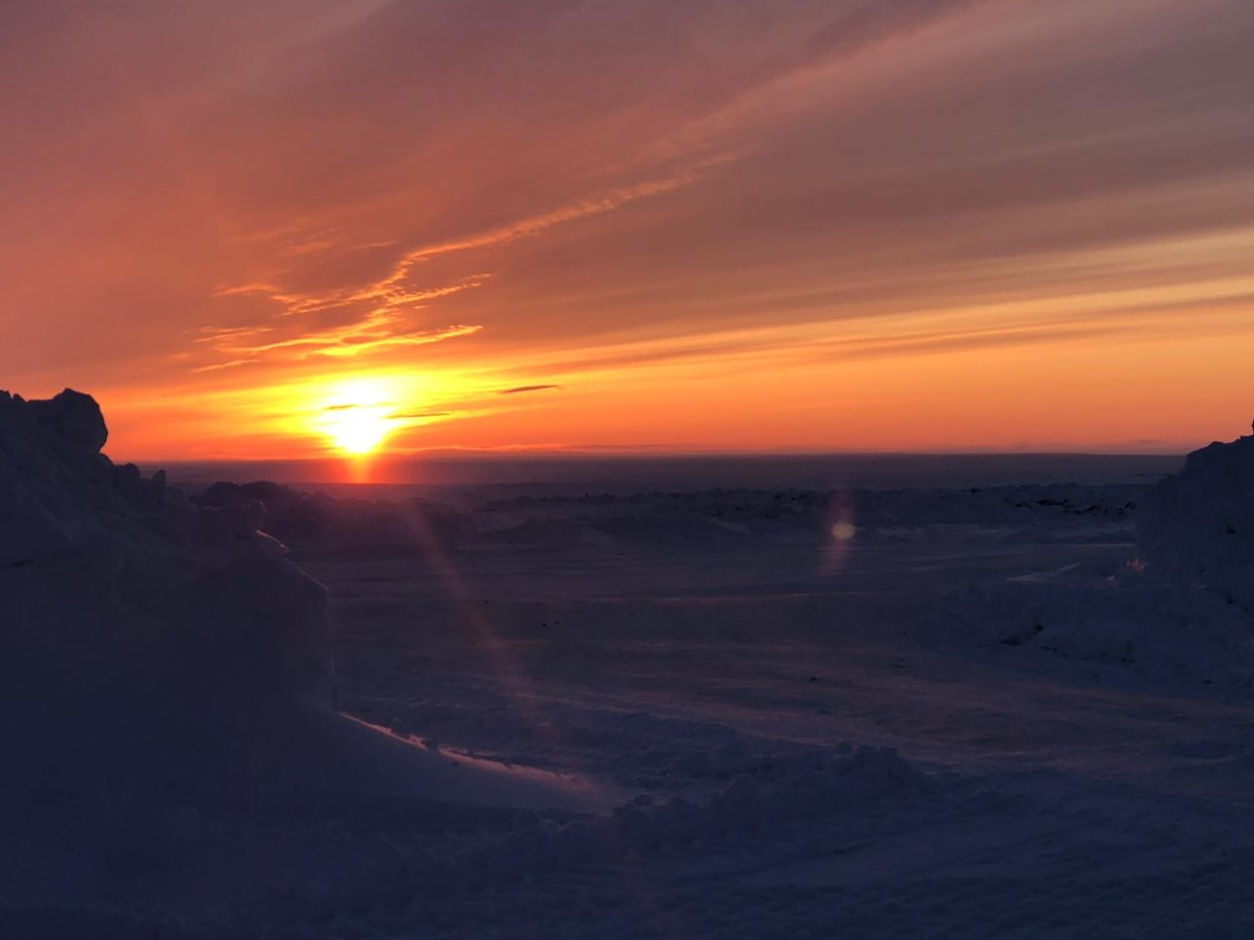
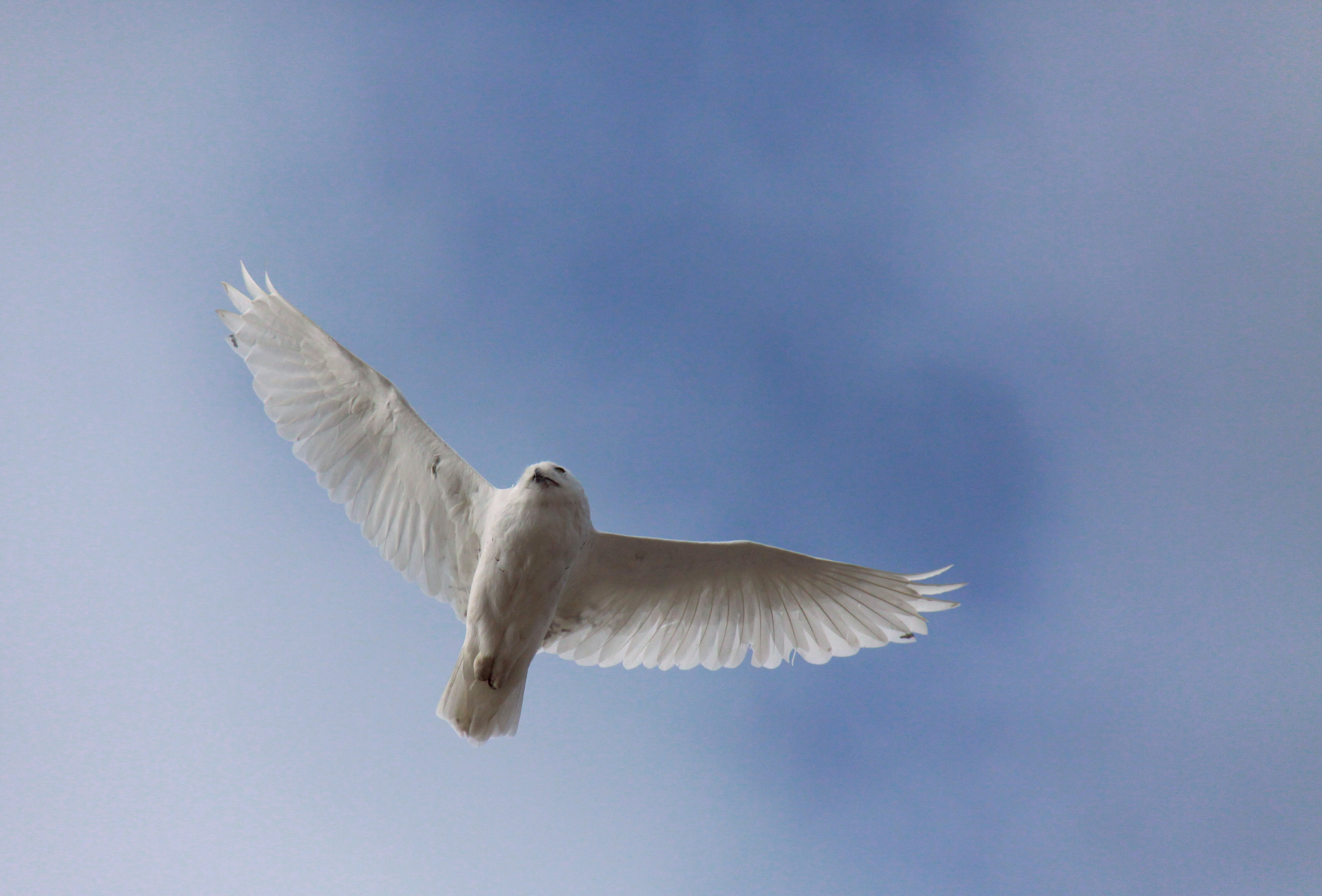
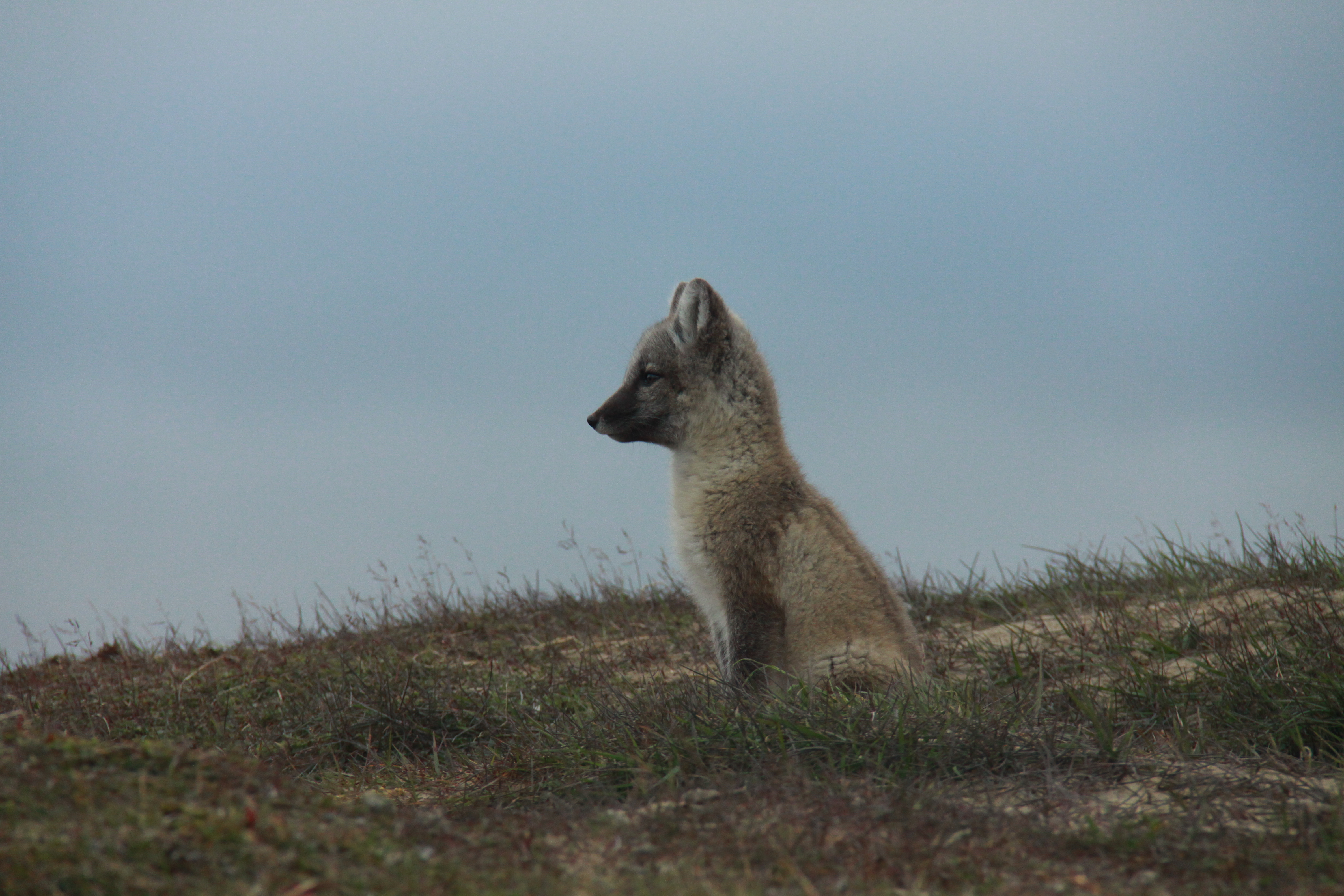
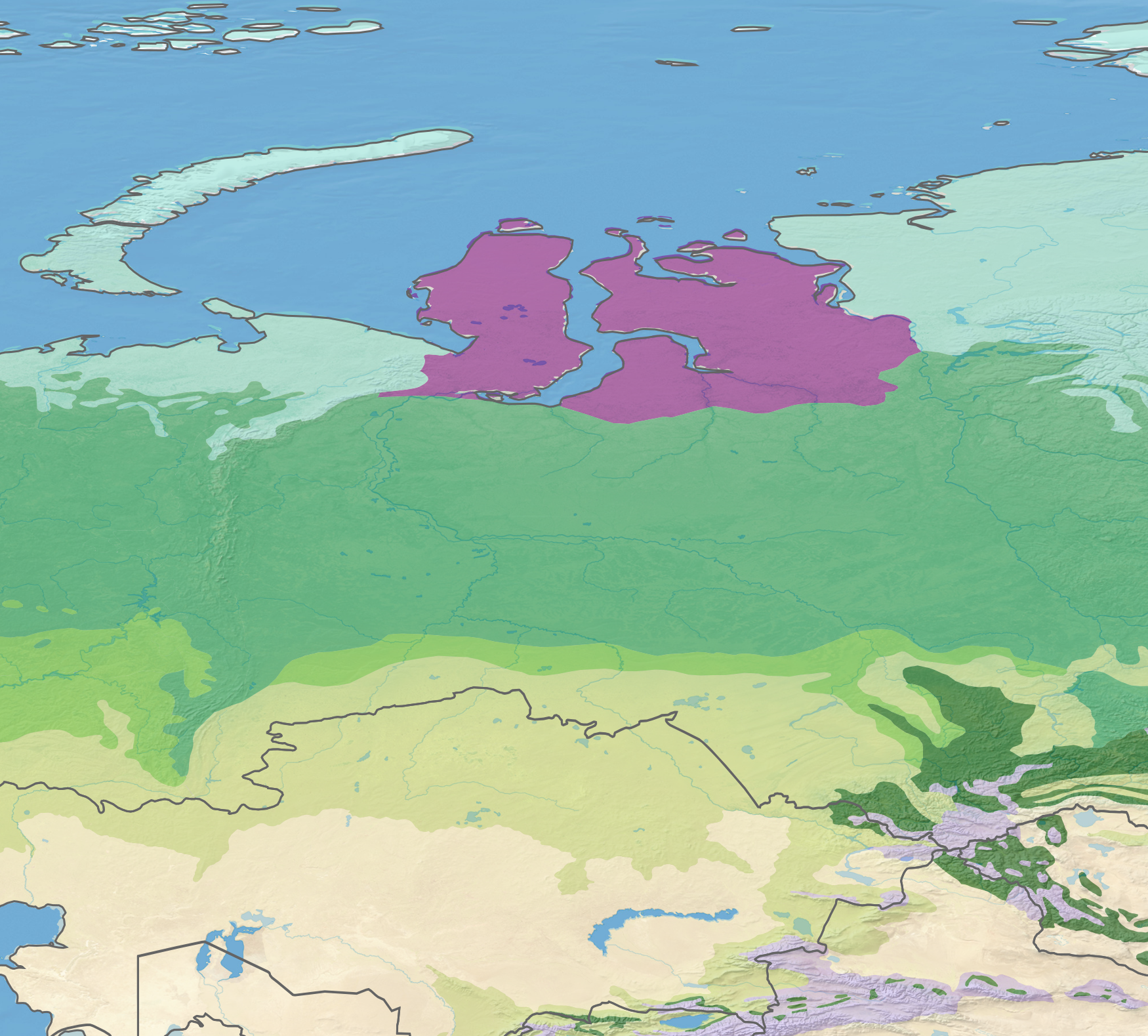